# 高翔
高 翔（こう しょう、生没年不詳）は、中国三国時代の武将。蜀漢に仕えた。荊州南郡の人(『華陽国志』)。『三国志』「蜀書」に伝はなく、『季漢輔臣賛』にもその名はない。『魏書』では「高詳」、『魏略』では「高祥」と伝わる。

## 生涯
建安24年（219年）、漢中一帯に攻め込んだ劉備に従軍し、陽安関を守った。曹真が徐晃とともに陽安関を攻撃したため、撃破された（『魏書』曹真伝）。
建興5年（227年）、第一次北伐の折りには馬謖らとは別に天水郡と雍州の境である列柳城（現在の甘粛省天水市張家川回族自治県）を守っており、王平とともに撤退する軍を支えたが、雍州と天水の境である上邽に馳せ参じた雍州刺史郭淮の攻撃を受け撃破された（郭淮伝、明帝紀が引く『魏略』）。
建興9年（231年）、諸葛亮の北伐に従い、魏延や呉班と共に司馬懿率いる魏軍を迎撃し、これを大いに破り、敵の首級を三千・鎧を五千・三千百の弩を獲得した（祁山の戦い）（『蜀書』諸葛亮伝の注に引く『漢晋春秋』）。この戦いで発生した李厳の職務怠慢やそれ隠蔽を糾弾する諸葛亮の上奏文に「督前部・右将軍・玄郷侯」として名を連ねている（李厳伝が注引く『諸葛亮集』）。上奏文の名前の順番では車騎将軍劉琰、征西大将軍魏延、前将軍袁綝、左将軍呉懿に次いで名があり、後将軍呉班、丞相長史の楊儀、揚武将軍の鄧芝、中護軍の費禕たちより上である。最終的には大将軍に至ったとされている（『華陽国志』劉後主志）。